# Dasygaster
Dasygaster é um gênero de traça pertencente à família Arctiidae.